# ANN選挙開票速報
ANN選挙開票速報は、ANN（テレビ朝日系列）の選挙特別番組。
当項では1983年まで放送された選挙特番について述べる。

## 過去に放送されたテレビ朝日の選挙特番
- 参議院選挙開票速報（1971年参院選）　出演：秦豊、荒井正大
- 総選挙開票速報（1972年衆院選）　出演：秦豊、大西裕、吉岡晋也、植松純子
- 参議院選挙開票速報（1974年参院選）　出演：荒井正大、吉岡晋也
- 衆院選開票速報（1976年衆院選）
- 参院選開票速報（1977年参院選）　出演：小松錬平
- 総選挙開票速報（1979年衆院選）　出演：小田実、澤地久枝、栗原玲児、田原総一朗
- 同時選挙・開票速報（1980年衆院選・参院選）　出演：三宅久之、筑紫哲也、飯島清、加瀬英明
- 開票速報'83参院選（1983年参院選）　出演：飯島清、大島渚、三宅久之、小松錬平
- ANN総選挙開票速報（1983年衆院選）　出演：小松錬平、中里雅子